# أنتوني جوليانو
أنتوني جوليانو (بالإنجليزية: Anthony Giuliano)‏ هو محامي وسياسي أمريكي، ولد في 14 يناير 1898 بنيوآرك في الولايات المتحدة، وتوفي بنفس المكان في 4 فبراير 1970. حزبياً، نشط في الحزب الجمهوري. وقد انتخب عضو جمعية نيوجيرسي العامة.